# Bedstemor går amok
Bedstemor gaar amok er en komediefilm fra 1944 fra ASA Film. Filmen er instrueret af Alice O'Fredericks og Lau Lauritzen jun. efter manuskript skrevet af O'Frederiks og Jon Iversen.
Filmen indgik i biografprogrammet 'ASA spiller op' sammen med ASA's andre produktioner Ferd'nand paa Fisketur, Dansk sport i smaaglimt og Rejsefeber.

## Handling
Enkefru Betty Larsen er en gammel dame på over 70. Hendes liv har ikke været nogen dans på roser, for hun har siden sit nittende år været gift med en gerrig og tyrannisk mand. Hun har aldrig kunnet gøre, hvad hun havde lyst til, men nu da han har forladt sit jordiske paulun, tager hun revanche. Hun synes, at livet er herligt og aner ikke, at familien skumler bag hendes ryg. De er forargede over hendes livsglæde og bange for, at hun skal ødsle formuen bort.

## Medvirkende
Blandt de medvirkende kan nævnes:
- Petrine Sonne
- Chr. Arhoff
- Helge Kjærulff-Schmidt
- Lily Broberg
- Sigrid Horne-Rasmussen
- Bjarne Forchhammer
- Knud Heglund
- Henry Nielsen